# 머드 더 스튜던트
예명 머드 더 스튜던트(영어: Mudd the student)로 더 잘 알려진 윤승민(2000년 1월 23일 ~)은 대한민국의 싱어송라이터다. 2021년에 랩 경연 TV 프로그램 <쇼미더머니10>에 출연하여 화제가 되었다.

## 생애
윤승민은 2000년 1월 23일에 경기도 안양시에서 태어나 부산광역시 기장군에서 자랐다. 2019년에 반스 '뮤지션 원티드'에 지원해 Top 5에 선정된 후, 음악을 본격적으로 시작하기 위해 같은 해 말에 상경했다.
예명을 'Mudd the student'로 정한 이유는 'Mudd'의 어감이 좋고, 'student'는 모든 것에 배울 점이 있으므로 늘 배우는 자세로 임하자는 자신의 마음가짐을 잘 반영하기 때문이다.

## 경력

### 2019-2021: <쇼미더머니10> 출연
머드 더 스튜던트는 2019년 12월에 데뷔 믹스테이프 Mudd를 발매했다.
2021년 6월에 데뷔 EP Field Trip을 발매했다. 2021년 10월에 랩 경연 TV 프로그램 <쇼미더머니10>에 출연해 래퍼 아넌딜라이트, 언오피셜보이, 비오, 지구인과 같이 싱글 "쉬어"를 발매했다. 이는 가온 디지털 차트 1위를 달성하며 그의 노래 중 가장 성공한 싱글이 되었다. 싱글 "이끼"와 "불협화음"을 발매한 후 <쇼미더머니10>를 세미파이널에서 마무리했다.

## 예술성
머드 더 스튜던트는 자신의 음악을 "얼터너티브 K팝" 또는 락을 기본으로 하고 그 위에 일렉트로니카, 힙합, 팝을 접목한 음악이라고 설명한다. 기계음이나 기괴한 효과음 등 추상적이고 복합적인 소리를 내는 것이 특징이다.
자신에게 많은 영향을 준 음악가로 인디 록 밴드 페이브먼트, 다이너소어 주니어, 소닉 유스를 꼽았다.

## 디스코그래피

### EP
| 제목       | 상세                                                                        |
| ---------- | --------------------------------------------------------------------------- |
| Field Trip | - 발매일: 2021년 6월 17일 - 레이블: 바밍 타이거 - 형식: CD, 디지털 다운로드 |

### 믹스테이프
| 제목 | 상세                                              |
| ---- | ------------------------------------------------- |
| Mudd | - 발매일: 2019년 12월 3일 - 형식: 디지털 다운로드 |

### 싱글
| 제목                                                                 | 연도 | 차트 최고 순위 | 음반                     |
| 제목                                                                 | 연도 | KOR            | 음반                     |
| -------------------------------------------------------------------- | ---- | -------------- | ------------------------ |
| "Off Road Jam"                                                       | 2021 | —              | 비음반 싱글              |
| "쉬어" (with 아넌딜라이트, 언오피셜보이, 비오, 지구인) (Feat. MINO)  | 2021 | 1              | 쇼미더머니 10 Episode 1  |
| "이끼" (Feat. MINO, BOBBY)                                           | 2021 | 31             | 쇼미더머니 10 Episode 3  |
| "불협화음" (Feat. AKMU)                                              | 2021 | 4              | 쇼미더머니 10 Semi Final |
| "고생이 많아" (with 베이식, 아넌딜라이트, 소코도모) (Feat. 자이언티) | 2021 | 169            | 쇼미더머니 10 Final      |
| "리본"                                                               | 2022 | —              | 비음반 싱글              |

## 방송 출연
| 연도 | 제목            | 역할   | 각주  |
| ---- | --------------- | ------ | ----- |
| 2021 | <쇼미더머니 10> | 참가자 | [ 6 ] |

## 수상 및 후보
| 시상식           | 연도 | 부문                 | 결과 | 각주  |
| ---------------- | ---- | -------------------- | ---- | ----- |
| 한국 힙합 어워즈 | 2022 | 올해의 신인 아티스트 | 후보 | [ 8 ] |